# 五遁忍術

五遁忍術（英語：Five Elements Ninjas），是1982年程天赐主演邵氏兄弟電影，張徹導演執導，倪匡編劇。故事劇情為武林總盟主發現他們被敵對派別釘上，敵對勢力僱用九位日本來的菁英忍者要來毀滅武林總盟主，導致武林總盟主幾近全滅。忍者大屠殺武林總盟主的生還者誓言要復仇。儘管這部電影只有五毒幫的羅莽參與演出，但這部仍貫徹張徹導演後續五毒幫電影的精神。

## 劇情
東瀛武士前往中國挑戰後敗北，忍者之王劍淵耳聞後覬覦中國領土並由心中低看中華武術，時機成熟後帶領大批忍者前來中土密謀實行的故事。
首先向武林總盟主袁增挑戰，東瀛武士就是敗於袁增的手下，劍淵擺下了精心設計的忍法五遁陣，袁增輕敵貿然派出武林高手前去破陣，依照傳統武術對決打法，不知忍術的本質在於其陰狠與偷招，結果全軍覆沒通通被殺。劍淵大勝之後，派出女忍者純子混入總盟開始下步作戰計畫...

## 演員
- 程天賜
- 陳佩茜
- 關鋒
- 朱客
- 陳惠敏
- 羅莽
- 江生

## 上映
1982年4月21日五遁忍術在香港上映。

## 回響
從經典回顧的角度來說，AllMovie形容五遁忍術是"亞洲邪典電影的經典，能夠超越當時的熱潮。"這篇回顧還強調劇情簡單的武術比喻，同時指出“實際的使用方法非常離譜，但沒有粉絲在意”，並且“最後二十分鐘保證會出現那種高踢血洗，讓觀賞電影的任何粉絲者會微笑與放鬆。因此，五遁忍術每個類型電影粉絲都需要看到的那種會過度噴井的光榮"邁克爾·布魯克(Sight & Sound)寫到標題中包含“忍者”一詞的電影通常是“丟到地下室的廉價垃圾”，但“五遁忍者”是“令人愉快的例外”。評論還說到"五遁忍者"缺少張徹早期電影中常見密集情緒，但反而強調“其神誌不清的神韻和發明足以彌補。即使按照張氏臭名昭張血淋淋的標準，屍體數量也相當多，儘管像卡通般不切實際的噴血，和自己懸垂的內臟上滑倒後被開膛破肚的戰士，更像是對蒙提·派森的致敬，而不是任何特別令人不安的事情。”  
Beyond Hollywood的詹姆斯·馬奇則寫到"這部幾乎擁有挑剔的粉絲可能想要的一切"。

## 外部連結
- 香港電影五遁忍術 （页面存档备份，存于）介紹
- 互联网电影数据库（IMDb）上《五遁忍術》的资料（英文）
- AllMovie上《五遁忍術》的资料（英文）